# Neue Volksmusik

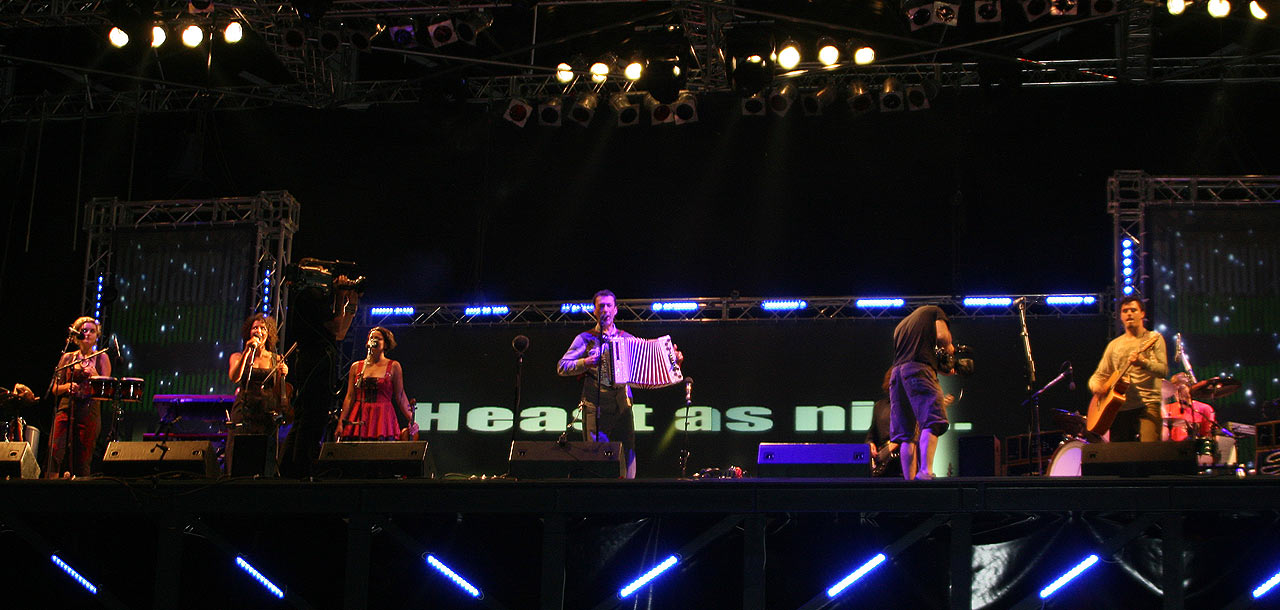
Hubert von Goisern

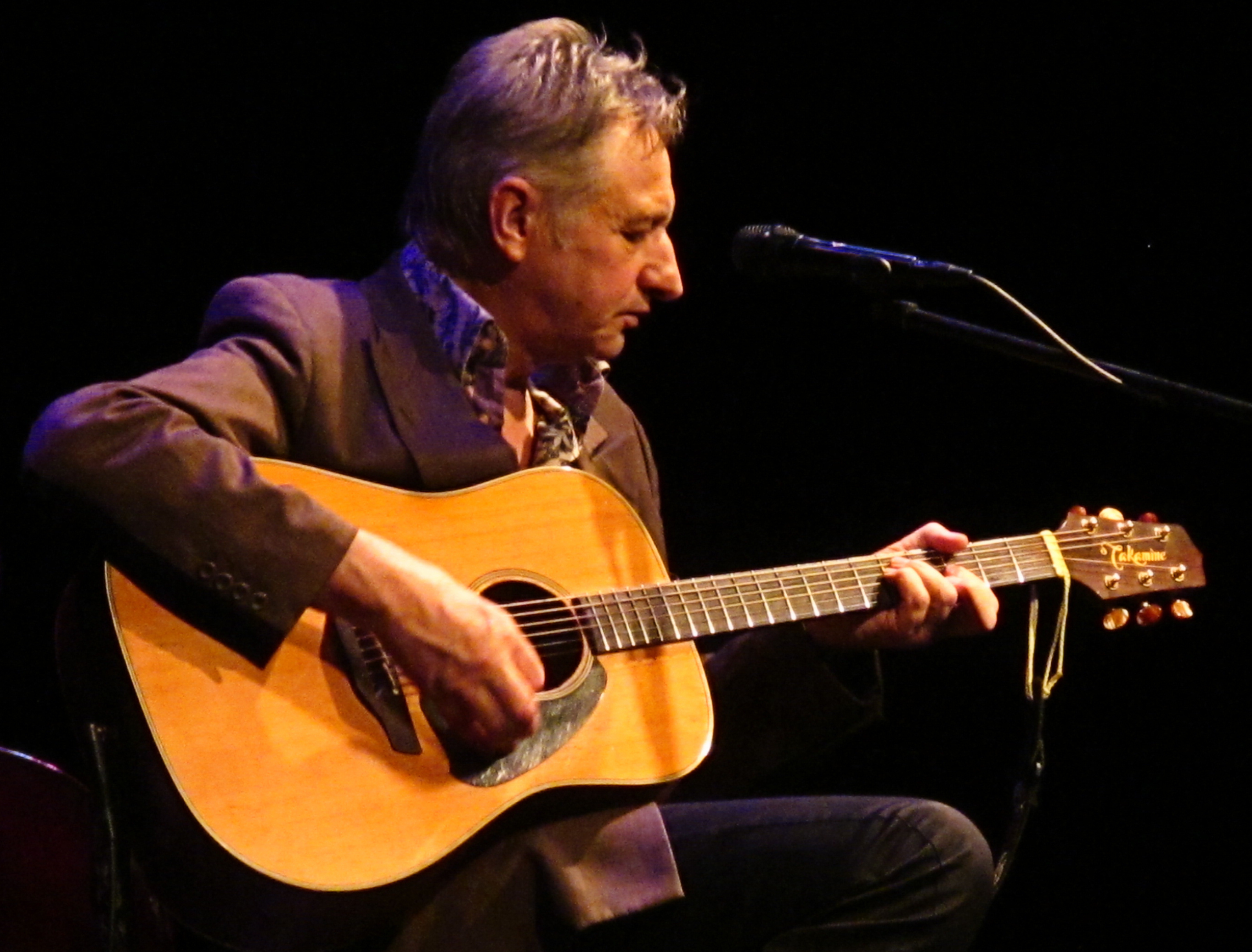
Georg Ringsgwandl (2011)

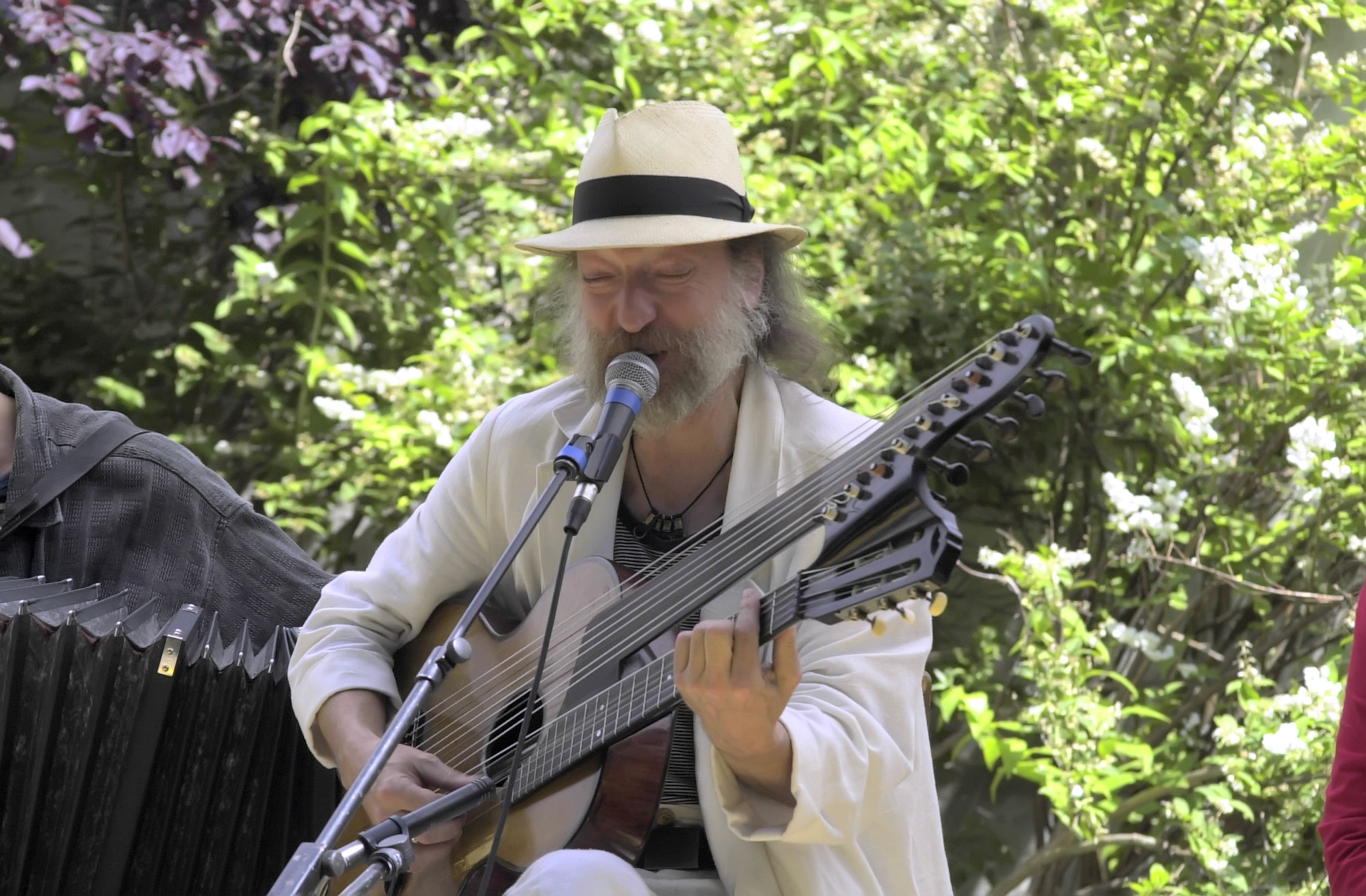
Roland Neuwirth

Das Musik-Genre Neue Volksmusik (manchmal auch Volxmusik oder Tradimix) bezeichnet eine Verbindung von Elementen der Volksmusik mit Jazz, Folk, Electronic music, Rock und anderen Musikstilen. Es ist ein Subgenre der Weltmusik und stellt eine Form des Crossover dar. In den Programmen von Musikfestivals der Neuen Volksmusik befinden sich u. a. traditionelle Volksmusik, Folk und Weltmusik. Die Neue Volksmusik ist zu unterscheiden von der volkstümlichen Musik.

## Musikstil

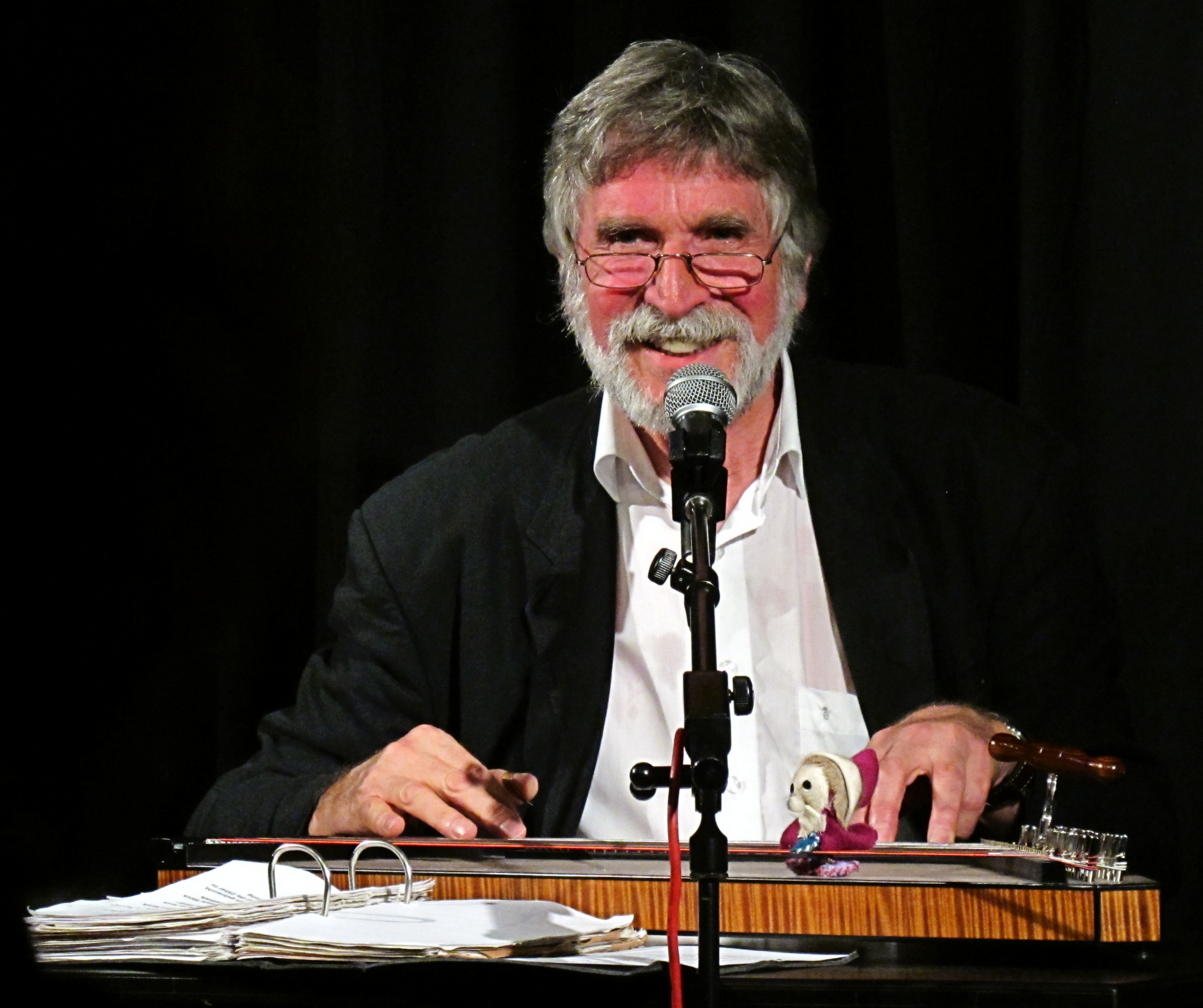
Zither-Manä 2010

Die Neue Volksmusik wurde überwiegend von jungen Musikern geschaffen, die einerseits mit zeitgenössischer Musik in all ihren Spielarten (Pop, Rock, elektronische Musik, Weltmusik u. v. a.) und zugleich der traditionellen Musik ihrer Region aufgewachsen waren. Es entstanden dabei verschiedene Ansätze, wie die durch Radio und Fernsehen vermittelten, meist angloamerikanischen Rock- und Popstile mit den regionalen Traditionen verbunden wurden. Eine Rolle hierbei spielten die verschiedenen neuen sozialen Bewegungen wie Umwelt-, Anti-Atomkraft- und Friedensbewegung in den 1970er- und 1980er-Jahren. Ein anderes Element der Neuen Volksmusik ist die Abgrenzung gegenüber der volkstümlichen Musik und dem volkstümlichen Schlager.
Letztlich geht es nicht um die Erhaltung und Neuinterpretation des traditionellen Repertoires, sondern um dessen Weiterentwicklung. Dabei ahmen die Texte die Volkspoetik nicht nach, sie füllen sie vielmehr mit neuen Inhalten bei einem authentischen Wortschatz und einer erweiterten Ausdrucksform.

## Geschichte
Frühe, aus dem südlichen deutschen Sprachraum kommende Wegbereiter der späteren Neuen Volksmusik waren in den 1970er Jahren, zusammengefasst unter dem Begriff Alpenrock, unter anderen der Tiroler Komponist Werner Pirchner (seit 1973) der Liedermacher Fredl Fesl und die Biermösl Blosn (seit 1976). Eine der ersten Gruppen, die mit bairischen Texten und einem Crossover aus Volksmusik und Pop ein großes Publikum erreichten, war Haindling. Unter den ersten Interpreten, der Blues mit bayrischen Songtexten verband, war Willy Michl. Joy Fleming sang Jazz und Blues mit Texten in Mannheimer Mundart, und Christine Lauterburg jodelte crossover. In Österreich gilt Gerhard Bronners Lied Wie a Glock’n (1970) als Initialzündung für den Austropop und die österreichische Dialektwelle der 1970er Jahre. Die Musik zu dem Lied stammte von Hans Salomon und war die Titelmelodie von Bronners satirischer Fernsehsendung Die große Glocke. Bronner schrieb den Text für Marianne Mendt, die mit der Interpretation ihren künstlerischen Durchbruch hatte.
Unter den experimentierfreudigeren Bands der Neuen Volksmusik sind Attwenger zu nennen, die 1992 bekannt wurden. Im selben Jahr begann auch der kommerzielle Erfolg von Hubert von Goisern und seinen Alpinkatzen, der auch dem Genre insgesamt neue Popularität bescherte. 1993 fand das erste Schräg-Dahoam-Festival in München statt, 1995 das Gratwanderung-Festival in Piesendorf (Pinzgau, Salzburg). Auch in Nachbarländern wie der Slowakei gibt es derartige Ansätze, die dort von Vladimír Merta, Iva Bittová und Zuzana Lapčíková vorangetrieben werden.

## Interpreten (Auswahl)
- Aniada a Noar (traditionell bis ethno)
- Attwenger (experimentell)
- Ausseer Hardbradler (Rock/Rap/Reggae)
- Bairisch Diatonischer Jodelwahnsinn
- Biermösl Blosn (klassische Volksmusik und Gstanzl mit kabarettistischen, meist politischen Texten)
- Bluatschink (Pop-Rock)
- Blues Lick (Singer-Songwriter/Folk/Blues)
- Broadlahn (Jazz/Ethno)
- Bube Dame König (Folk trifft Volkslied)
- Christina Zurbrügg (Ethno/Pop/Jodeln)
- Daniel Thürler (Schwyzerörgeli)
- Da Huawa, da Meier und I
- De Krippelkiefern  (aus dem Erzgebirge)
- DeSchoWieda
- Die Bayrischen Löwen
- Die Cuba Boarischen (bayerische Volksmusik mit kubanischen Salsa-Rhythmen)
- Dorfrocker
- Die Knödel
- Die Seer (Pop/Schlager)
- Django 3000 (Sinti-Swing)
- Extremschrammeln (Wienerlied)
- Fäaschtbänkler (Ostschweiz)
- Fredl Fesl
- Gankino Circus
- Georg Ringsgwandl
- Global Kryner (im Stil der Oberkrainer interpretierte Welthits)
- Hubert von Goisern (Rock/Ethno)
- Haindling (Pop/Ethno)
- Heigeign
- Herbert Pixner Projekt
- Herrn Stumpfes Zieh & Zupf Kapelle (schwäbische "skrupellose Hausmusik", oft Popklassiker neu betextet)
- Holstuonarmusigbigbandclub (Pop/Reggae/Ethno)
- IRISHsteirisch
- Jimmy Flitz (Berner Mundartkapelle)
- Kellerkommando (fränkische Volksmusik und Rap)
- Kofelgschroa
- LaBrassBanda (Blasmusik mit Balkan-Punk-Einflüssen)
- Lanzinger Trio (moderne Volksmusik, Jazz, Pop, Rock)
- Willy Michl
- Netnakisum
- Poxrucker Sisters
- Powerkryner (Pop/Oberkrainer Folklore/Ska/Dancefloor)
- Querschläger
- Roland Zoss (Rock/Reggae/Kinderlied)
- Schariwari
- Schwoißfuaß
- Simone Felber
- Sparifankal
- Stemmeisen & Zündschnur
- Stimmhorn (Alphorn und Obertongesang)
- Stubete Gäng
- Stubnblues (Volkslieder)
- Titlá (Südtirol)
- Trio Lepschi
- Troglauer Buam
- Unterbiberger Hofmusik
- Wellküren
- Wiener Tschuschenkapelle (südosteuropäische Musik/Weltmusik)
- Zabine (Pop/Electro/Rap/Reggae)
- Zither Manä

## Festivals der Neuen Volksmusik
- wean hean
- aufhOHRchen in Niederösterreich
- drumherum in Regen
- Antistadl in Bamberg
- Heiden Festival in Heiden AR